# Bairiki
Bairiki je obec ležící v jižní části atolu Tarawa, který je součástí ostrovního státu Kiribati. Sídlí zde několik vládních budov a proto je někdy město mylně označováno za hlavní město státu Kiribati, místo oficiálního hlavního města Tarawa. V minulosti zde sídlil parlament i vláda. V roce 2010 zde podle sčítání lidu žilo asi 3 500 obyvatel. V Bairiki ve čtvrti Bonriki leží mezinárodní letiště pro Kiribati - Bonriki International (TRW)

## Současnost

Tvar atolu Tarawa a umístění města Bariki (obvykle uváděno jako Bairiki)

Město leží na jižní části atolu Tarawa a je součástí okresu Jižní Tarawa (anglicky: South Tarawa).
Nachází se zde mezinárodní letiště Bonriki, které je jedno ze dvou mezinárodních letišť ve státě Kiribati. Byla zde vybudována jedna z prvních silnic spojující Bonriki s obcí Bikenibeu.
Na Bairiki je umístěn prezidentský úřad a některá ministerstva. Dále se zde nachází zde 2 kostely, hotel, hlavní ze 3 kiribatských pošt apod. Je zde také umístěna pobočka Jihopacifické univerzity (její hlavní sídlo je v městě Suva na Fidži). Ne této pobočce studuje v různých formách studia asi 500 studentů.
Vysílá odtud státní Radio Kiribati (v Kiribati neexistuje televize) a vycházejí zde jediné kiribatské noviny: státní týdeník Te Ukera a nezávislý týdeník Kiribati Newstar.
Bairiki je stejně jako celý stát ohroženo zvyšováním hladiny oceánů, což v budoucnu může znamenat nutnost stěhování jeho obyvatel do jiných částí státu, případně i mimo něj.

## Historie
Během 2. světové války se na Bairiki a na celém atolu odehrála Bitva o Tarawu. Její hlavní boje probíhaly ve dnech 20. - 23. listopadu 1943.
Američané si potřebovali vytvořit základnu pro osvobozování dalších oblastí Tichého oceánu a proto napadli zdejší japonskou posádku na ostrůvku Betio (4 km západně od Bairiki). Letiště na tomto ostrůvku bránilo asi 4500 japonských vojáků. Prakticky všichni z nich během bitvy padli nebo spáchali sebevraždu; jen 17 jich bylo zajato. Američané ztratili 1001 vojáků a téměř 3000 bylo zraněno. 